# 32.º Prêmio Angelo Agostini
O 32.º Prêmio Angelo Agostini (também chamado Troféu Angelo Agostini) foi um evento organizado pela Associação dos Quadrinhistas e Caricaturistas do Estado de São Paulo (ACQ-ESP) com o propósito de premiar os melhores lançamentos brasileiros de quadrinhos de 2015 em diferentes categorias.

## História
Com o voto aberto para qualquer interessado, seja profissional ou leitor de quadrinhos, a votação foi realizada através do blog oficial da AQC-ESP de 15 de dezembro de 2015 a 15 de janeiro de 2016. A partir desta edição, a AQC-ESP passou a utilizar o sistema do Google Formulários para aumentar a segurança contra votos em duplicidade.
A cerimônia de premiação foi realizada na Biblioteca Latino-Americana Victor Civita, no Memorial da América Latina, no dia 30 de janeiro. Em paralelo ao evento, foi aberta a exposição "Cháke: Paraguai e Brasil unidos pelo traço", com curadoria do paraguaio Roberto Goiriz e do brasileiro Bira Dantas, apresentando obras de quadrinistas dos dois países. Foram ainda realizadas uma palestra sobre o primeiro fanzine basileiro, apresentada por Gonçalo Junior, e mesas redondas sobre "Novos caminhos para a HQ infantil" (com César Cavelagna, Christie Queiroz, Carlos Avalone e Julio Magá) e "Brasil e Paraguai unidos pelo traço", com Roberto Goiriz, André Toral e Eduardo Vetillo.

## Prêmios
| Categoria                    | Vencedores                                                    |
| ---------------------------- | ------------------------------------------------------------- |
| Mestre do Quadrinho Nacional | Carlos Patati                                                 |
| Mestre do Quadrinho Nacional | Christie Queiroz                                              |
| Mestre do Quadrinho Nacional | Marcatti                                                      |
| Desenhista                   | Di Amorim Steampunk Ladies: Vingança a Vapor                  |
| Roteirista                   | Alex Mir Valkíria: A Fonte da Juventude / Orixás              |
| Lançamento                   | Valkíria: A Fonte da Juventude Alex Mir e Alex Genaro (Draco) |
| Troféu Jayme Cortez          | Gibiteca de Santos                                            |
| Fanzine                      | Peibê Beralto / IFF Macaé                                     |
| Cartunista                   | Brum                                                          |
| Lançamento independente      | Nos Bastidores da Bíblia: Êxodo Carlos Ruas e Leonardo Maciel |
| Web quadrinho                | Nuvens de Verão Charles Lindberg e Israel de Oliveira         |